# Dekanat Hrubieszów-Północ
Dekanat Hrubieszów-Północ – jeden z 19 dekanatów w rzymskokatolickiej diecezji zamojsko-lubaczowskiej.

## Parafie
W skład dekanatu wchodzi 10 parafii:
- parafia MB Częstochowskiej – Białopole
- parafia Wniebowzięcia NMP – Buśno
- parafia Trójcy Przenajświętszej – Dubienka
- parafia św. Jacka – Horodło
- parafia MB Nieustającej Pomocy – Hrubieszów
- parafia św. Apostołów Piotra i Pawła – Moniatycze
- parafia MB Częstochowskiej – Nieledew
- parafia Narodzenia NMP – Strzyżów
- parafia Przemienienia Pańskiego – Szpikołosy
- parafia św. Stanisława – Teratyn

## Sąsiednie dekanaty
Chełm – Wschód (archidiec. lubelska), Grabowiec, Hrubieszów – Południe